# Cimetière national de Chidorigafuchi
Le cimetière national de Chidorigafuchi (千鳥ケ淵戦没者墓苑, Chidorigafuchi senbotsusha boen) est un cimetière laïc japonais situé près du palais impérial et du sanctuaire Yasukuni à Chiyoda, à Tokyo. Inauguré en mars 1959, il est dédié aux soldats inconnus, morts hors du territoire national.

## Situation
Le cimetière national de Chidorigafuchi est situé dans l'arrondissement Chiyoda de Tokyo, capitale du Japon. Il s'étend sur une superficie d'environ 16 550 m2 et jouxte une section des douves nord-ouest du Palais impérial.

## Description

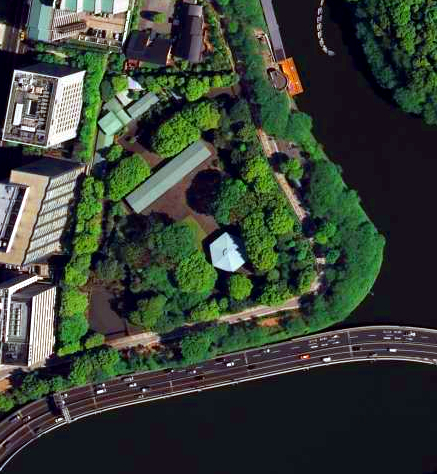
Vue aérienne du cimetière de Chidorigafuchi (2009).

Le cimetière national de Chidorigafuchi, œuvre de l'architecte japonais Yoshirō Taniguchi (en),, est constitué d'une esplanade entourée d'arbres, sur laquelle est érigé un ossuaire, bâtiment ouvert de forme hexagonale appelé rokkakudō,. Celui-ci abrite un cercueil en céramique, construit à l'aide de pierres et de galets ramassés sur les champs de bataille principaux de la guerre du Pacifique (1941 - 1945),. La bière, longue de 2,5 m, large d'un mètre, haute de 1,3 m et qui pèse cinq tonnes, renferme une urne funéraire en bronze, un don de l'empereur Hirohito, façonné comme une boîte à thé et qui contient des cendres symbolisant tous les Japonais morts au cours de la guerre,. Le concepteur de l'ensemble de la structure a pris soin de ne recourir à aucun motif susceptible d'être perçu comme une référence religieuse.
L'esplanade comprend aussi deux stèles sur lesquelles sont gravés deux poèmes : l'un de Hirohito (mars 1960), l'autre de son successeur Akihito (septembre 2005). L'ensemble du site est un mémorial national laïc, lieu de commémoration des soldats morts durant la guerre du Pacifique et restés anonymes.

## Histoire

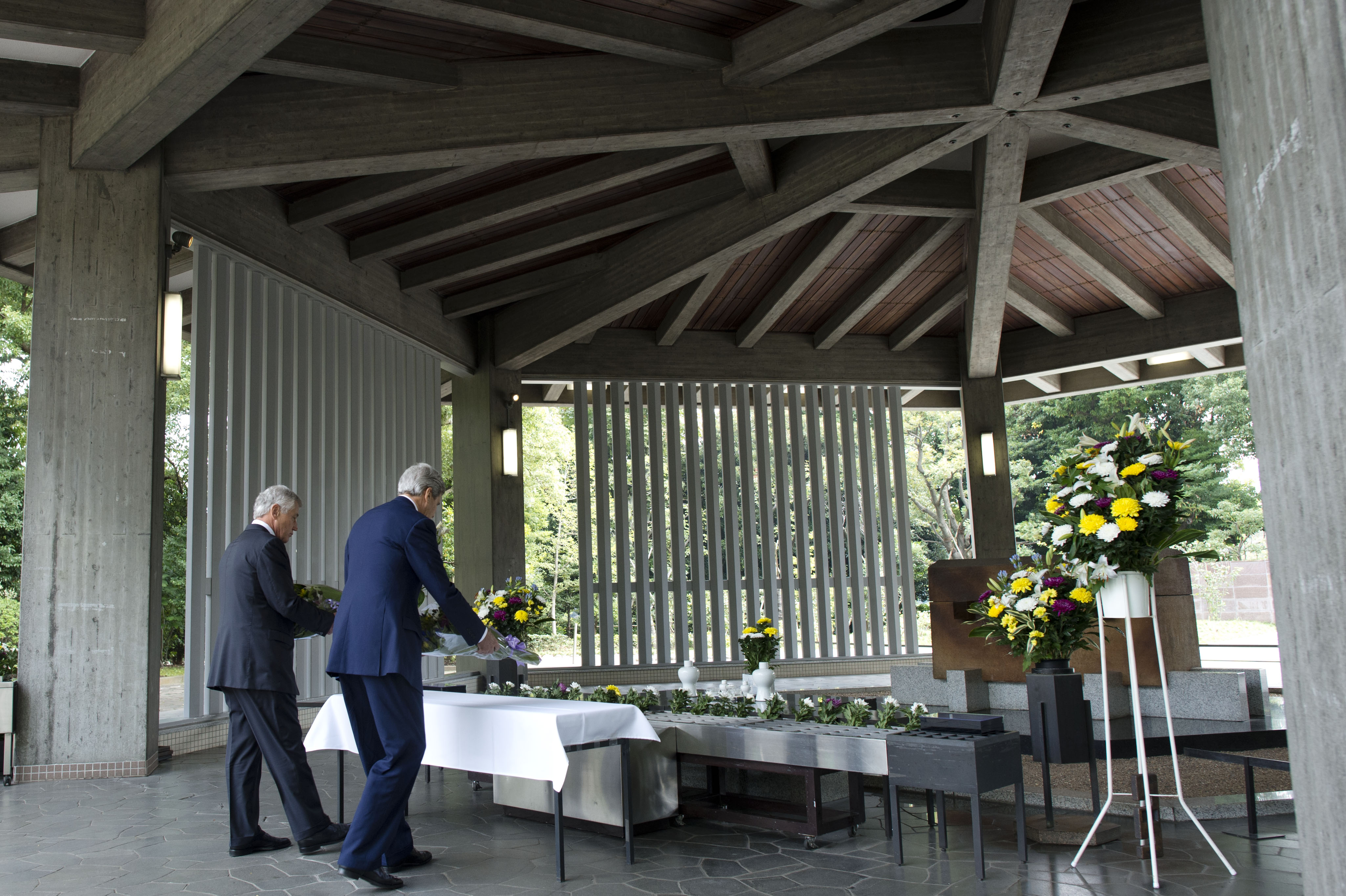
Chuck Hagel et John Kerry, deux membres du Cabinet du président américain Barack Obama, déposant une gerbe de fleurs dans le rokkakudō (3 octobre 2013).

Après la fin de la période d'occupation du Japon, formalisée en avril 1952 par l'entrée en vigueur du traité de San Francisco, le gouvernement japonais, dirigé par Shigeru Yoshida, élabore, sous la pression de la société civile, un plan pour rapatrier les corps des soldats morts sur le théâtres des opérations militaires menées par l'Armée impériale japonaise, au cours de la Seconde Guerre mondiale. Dès le début de la mise en œuvre du projet gouvernemental, un problème surgit : le cas des dépouilles non identifiées. À partir d'octobre 1953, le ministère de la Santé et du Travail organise des consultations auprès de diverses associations, dont l'Association japonaise des familles survivantes et un représentant du sanctuaire Yasukuni (sanctuaire shinto situé à Tokyo et dédié aux Japonais morts pour la patrie depuis le milieu du XIXe siècle). Trois années sont nécessaires pour mettre d'accord les parties prenantes sur le choix du lieu d'établissement du mémorial destiné à honorer les soldats inconnus, morts hors du territoire national, aussi bien japonais qu'étrangers,. Les fidèles du sanctuaire Yasukuni, redoutant la concurrence d'un autre lieu de mémoire national dédié aux soldats morts au combat, plaident en faveur de leur lieu de culte ; des associations mettent en avant d'autres lieux proches de leur zone d'influence et d'autres insistent sur le caractère laïc du mémorial conformément à l'exigence de séparation de l'Église et de l'État imposée par la Constitution du Japon. Finalement, le site de Chidorigafuchi, proche du sanctuaire Yasukuni et du Palais impérial, est choisi,. Cet espace vert, appartenant au domaine de la maison impériale du Japon et autrefois partie intégrante du château d'Edo, est ouvert au public depuis 1949, et son administration est assurée par le ministère de l'Environnement,. La construction du cimetière national de Chidorigafuchi débute en 1958 et est achevée l'année suivante. Le monument aux morts, inauguré le 28 mars 1959, devient alors un symbole national de tous les soldats japonais morts depuis la première guerre sino-japonaise (1894-1895),
Le 30 mai 2016, en présence du Premier ministre en exercice, Shinzō Abe, de Masahito de Hitachi, frère cadet d'Akihito, et de son épouse, Hanako Masahito de Hitachi, les cendres de 2 337 soldats anonymes, dont les dépouilles ont été rapatriées des îles Salomon et Bismarck en 2015, rejoignent celles des 364 896 personnes déjà rassemblées sous le toit hexagonal du rokkakudō.
En mai 2018, le rokkakudō du cimetière national de Chidorigafuchi abrite les restes de 369 166 âmes defuntes.

## Cérémonies commémoratives
Chaque année, en mai, le ministère de la Santé, du Travail et des Affaires sociales assure un service commémoratif. Depuis l'ouverture au public du cimetière de Chidorigafuchi, en 1959, diverses organisations religieuses ou laïques y tiennent une commémoration annuelle,. 
Dans les années 2010, le premier ministre japonais, Shinzō Abe, a préféré se rendre au mémorial de Chidorigafuchi, chaque 15 août, à l'occasion des commémorations de la fin de la Seconde Guerre mondiale, plutôt qu'au controversé sanctuaire Yasukuni.